# Liparis arnoglossophylla
Liparis arnoglossophylla là một loài thực vật có hoa trong họ Lan. Loài này được (Rchb.f.) Rchb.f. ex Hemsl. mô tả khoa học đầu tiên năm 1884.